# Astragalus varius
Astragalus varius là một loài thực vật có hoa trong họ Đậu. Loài này được S.G.Gmel. miêu tả khoa học đầu tiên.